# 野田城之戰
野田城之戰（日语：のだじょうのたたかい）在元龜4年（1573年）1月至2月武田信玄和徳川家康之間發生的一場攻城戰，是武田信玄發動的西上作戰其中一部分。

## 起因
元龜3年12月的三方原之戰，徳川家康與織田信長的聯合部隊為武田軍大敗。徳川軍的遠州防衛網事實上崩潰，武田信玄在三方原之戰後在遠州浜名湖北岸小村形部村休整了半月，元龜4年正月10日才離開刑部，並且途中走走停停經過宇利峠進入三河域内。武田信玄在豐川渡河，包圍了徳川家三河地區属城的野田城。
因長篠城於元龜2年落入武田家手中，所以南面徳川家的野田城就成為武田家急需拔除的障礙。

## 攻防戰
在《三河物語》記載中野田城是個茅草中的小城，並非那麽難以攻破。城池只不過利用河岸的小坡興建，兩年前在此利用假城（暫時修築的城）抵禦武田軍入侵的守軍，防備力還是比較高的。城將菅沼定盈和親戚設樂貞通的部隊總和不過500人，同3万人的武田軍相比下，野田城被攻陷只是時間問題。武田信玄沒有採取強攻，他採取二俁城之戰的戰策，特地從甲斐喚來挖金子的金山眾用挖地道和斷水的方法攻破。
城將菅沼定盈後代所寫《菅沼家譜》記載，徳川家康率領援軍到在豐川對岸的山頂上。然而經歷三方原之戰的慘敗，德川軍的救援更令兵力損傷更大，未能成功救援野田城便要撤退，剛剛看到援軍到來而欣喜的野田守軍猶如冷水潑頂。
即便如此菅沼定盈仍然堅守了野田城1個多月，直到2月16日才投降。在3月时，德川家康重夺天方、可久轮、凤来寺、向笠、一之宫五城，在三河的信康也攻陷足助城跟武節城，戰後定盈被武田軍帶往長篠城。同年3月10日，徳川軍通過人質交換，菅沼定盈最終被釋放。

## 狙擊的傳說
據説在野田城攻防戰時，武田信玄被菅沼定盈的家臣鳥居三左衛門用火槍射中，但這種說法未得到肯定。

## 意義
野田城被佔領后，可是武田軍於當地滯留約一個月後全軍退回甲斐，被看作是武田信玄重病的徵兆。武田信玄在元龜4年4月12日去世，野田城之戰也是武田信玄親自出馬的最後一戰。